# Phare de Hereford Inlet

Le phare de Hereford Inlet (en anglais : Hereford Inlet Light), est un phare côtier situé à North Wildwood sur la rive sud-ouest de Hereford Inlet (en), dans le comté de Cape May, New Jersey. 
Il est inscrit au Registre national des lieux historiques depuis le 20 septembre 1977 sous le n° 77000859.

## Historique
Le grau de Hereford, à North Wildwood, été utilisé pour la première fois par les baleiniers au 17e siècle. Bien que la région soit fréquentée, les conditions environnementales telles que les bancs de sable changeants et les forts courants ont suscité des inquiétudes et en 1849, une station de sauvetage a été construite le long de la crique. Les épaves étant en augmentation dans toute l'Amérique, l'United States Life-Saving Service a été fondé 22 ans plus tard et une plus grande station de sauvetage a remplacé la station existante. Après avoir été sur Hereford Inlet pendant seulement un an, l' United States Life Saving Service a reconnu la nécessité d'un phare pour le commerce du charbon et pour les bateaux à vapeur naviguant dans la baie et la rivière Delaware, et pour marquer l'entrée de la crique, où il y a un bon port de refuge pour les petits navires côtiers.
Enfin, le 10 juin 1872, le Congrès a agi pour financer l'érection d'une lumière de quatrième ordre le long du rivage du New Jersey. Le 7 juillet 1873, Humphrey S. Cresse a vendu le site au gouvernement américain. Le phare a été conçu par Paul J. Pelz (en). Le Corps du génie de l'armée des États-Unis a entrepris la construction du phare le 8 novembre 1873 sur un plan de Pelz et l'a achevée le 30 mars 1874. Un «Avis aux navigateurs» publié le 11 mai 1874 annonçait le fonctionnement de la lumière sur l'extrémité nord de Five Mile Beach.
Le phare de Hereford Inlet a résisté à de nombreux dangers potentiels. L'un des dangers environnementaux notés fut une tempête qui a frappé les 8 et 12 septembre 1889. De nombreux résidents du quartier historique d'Anglesea ont fui vers le phare pour se mettre à l'abri. Une tempête plus violente en août 1913 a amené l'eau dangereusement près du phare, endommageant la fondation et menaçant la structure. Le phare a été temporairement fermé et la structure a été déplacée de 46 m vers l'ouest. Il a rouvert ses portes en 1914. Un incendie a ensuite menacé la structure en 1938 alors que le gardien actuel, Ferdinand Heinzman, repeignait la structure. 
La lumière a été mise hors service en 1964 lorsque la Garde côtière des États-Unis a construit une tour d'éclairage automatisée. La station de sauvetage reste utilisée par la police de l'État du New Jersey aujourd'hui, cependant, le phare a été inutilisé jusqu'en 1982, lorsque les habitants ont demandé à reprendre le bâtiment. En 1986, la lumière (DCB-24) a été transférée de la tour métallique au phare. Au moment de la fermeture du phare, il avait été peint en blanc avec des garnitures rouges et des volets bleus. En 2003, il a été restauré à sa couleur chamois historiquement exacte. La balise VRB-25 actuelle a été installée le 19 juillet 2018. En tant qu'aide active à la navigation, la balise dans la tour du phare continue d'être entretenue par la Garde côtière des États-Unis.
Aujourd'hui, le phare de Hereford Inlet comporte aussi un musée pleinement opérationnel qui expose son ancienne lentille de Fresnel. Il fonctionne sous la responsabilité de la ville de North Wildwood et de la commission historique de la ville de North Wildwood. Il est exploité et entretenu avec de l'argent généré par des dons et des projets de collecte de fonds.
John Marche a été le premier gardien de phare pendant moins de trois mois avant de se noyer lorsque sa chaloupe s'est renversée à son retour du continent. Le gardien suivant, Freeling "Captain" Hewitt, un vétéran de la guerre civile américaine, a occupé ce poste pendant la plus longue période, 45 ans.

## Description
Le phare  est une tour carrée en bois avec galerie et lanterne de 17 m de haut, émergeant d'une maison de gardien. Le phare est peint de couleur chamois et la lanterne est noire.
Il émet, à une hauteur focale de 17 m, un éclat blanc d'une seconde par période de 10 secondes. Sa portée est de 24 milles nautiques (environ 44 km).

## Caractéristiques dufeu maritime
Fréquence : 10 secondes (W)
- Lumière : 1 seconde
- Obscurité : 9 secondes

Identifiant : ARLHS : USA-370 ; USCG : 2-0090; Admiralty : J1244 .

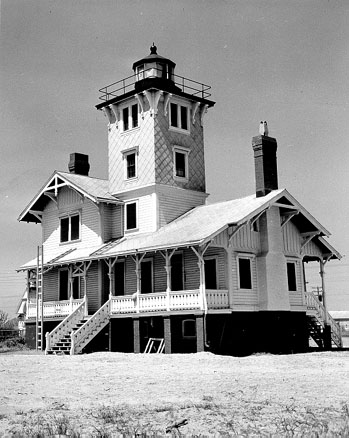
Le phare (ancienne photo USCG)
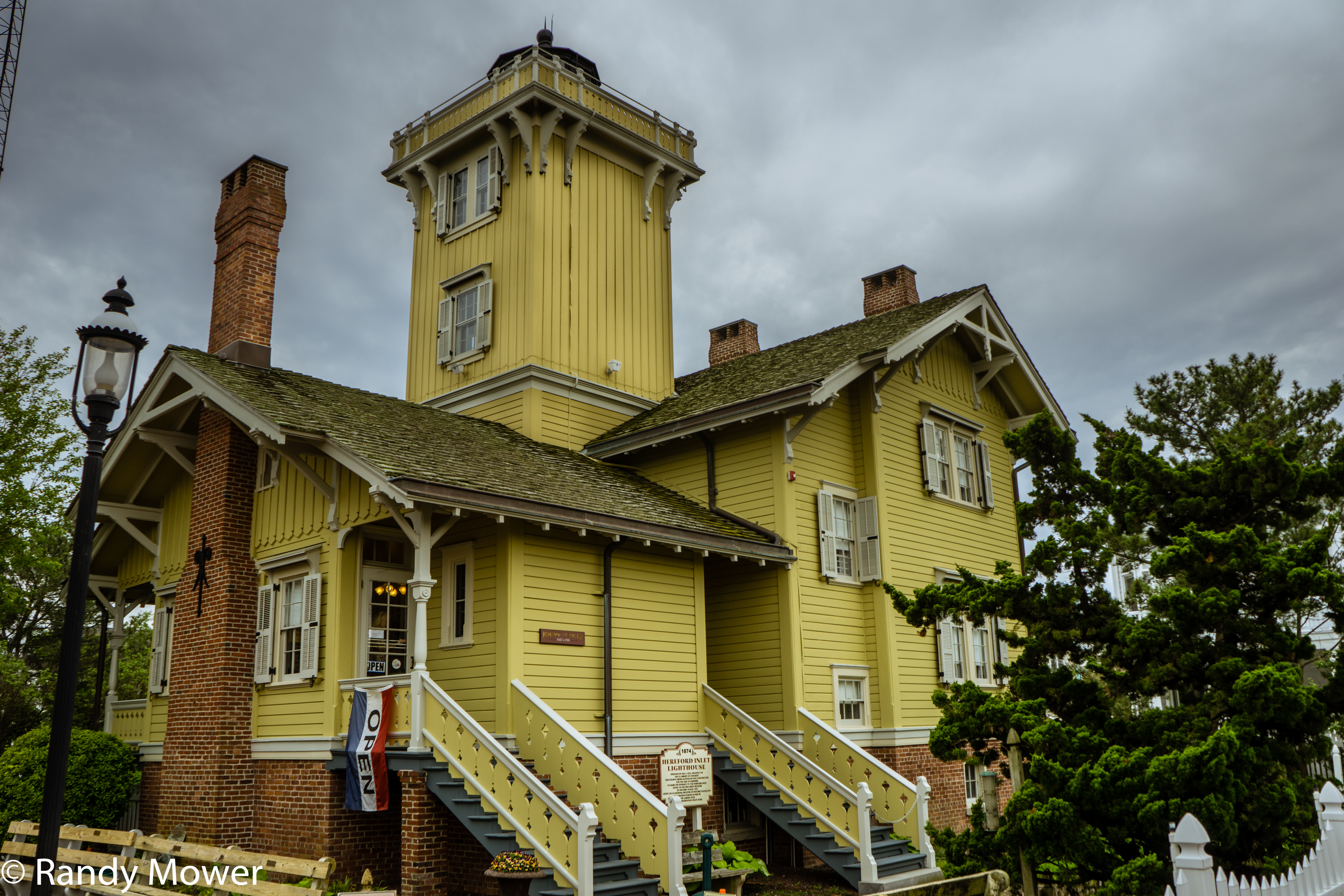
Le phare

### Lien connexe
- Liste des phares du New Jersey